# Saitopólemos
Saitopólemos (Σαϊτοπόλεμος) és una celebració tradicional que té lugar a les ciutats de Calamata i Messinia a Grècia durant la Pasqua. Sembla una típica festa del foc i de la llum, en la mateixa tradició arquetípica dels balls de diables als Països Catalans o els focs de Pasqua (osterfeuer) als països de tradició germànica. Molts llocs grecs tenen tradicions similars.
Unes setmanes abans de Pasqua els joves comencen preparant les seves «saites» una mena de tub omplert d'explosius i altres materials combustibles. Durant la celebració els «saitòlegs» encenen les saites ballen la dansa tradicional zeibekiko.
Segons la llegenda, les seves arrels es remunten a la Guerra d'Independència grega de la dècada de 1820, a una batalla que els grecs van tenir contra l'exèrcit del sultà Ibrahim Paixà d'Egipte. Tanmateix, aquesta explicació és més que probablement una llegenda. Al segle xix, durant el ressorgiment romàntic els grecs solien situar l'origen de la majoria dels costums al període de l'ocupació turca (1453-1821). L'argument en contra de l'origen llegendari és el fet que la celebració es realitza durant la setmana per Pasqua, mentre que la majoria dels historiadors coincideixen que els esdeveniments descrits a les cançons tradicionals tracten temes que no es passen a aquesta època de l'any.
Durant l'edició de 2019 hi va haver-hi un accident mortal a Calamata quan un explosiu descontrolat va tocar un operador de càmera. Segons el batlle, va ser el primer accident greu en més de dos cents anys. La tradició és amenaçada, per que certes persones la consideren massa perrillosa, però la població està aficionada a la tradició. Cada any la policia intervé persones amb focs artificials casolans de qualitat dubtosa.